# Morgado de Mateus
Morgado de Mateus foi uma honra hereditária portuguesa, baseada na transmissão em morgadio, em Mateus (Vila Real).

## Morgados
- António Álvares Coelho, 1.º morgado de Mateus;
- Doutor Matias Álvares Botelho Mourão, Morgado da Prata (1669-d. 1730), 2.º morgado de Mateus;
- António José Botelho Mourão (1688-1746), 3.º morgado de Mateus;
- Luís António de Sousa Botelho Mourão (1722-1798), 4.º morgado de Mateus;
- José Maria de Sousa Botelho Mourão e Vasconcelos (1758-1825), 5.º morgado de Mateus;
- José Luís de Sousa Botelho Mourão e Vasconcelos (1785-1855), 6.º morgado de Mateus, 1.° Conde de Vila Real;
- Fernando de Sousa Botelho Mourão e Vasconcelos (1815-1858), 7.º morgado de Mateus, 2.° Conde de Vila Real;
- José Luís de Sousa Botelho Mourão e Vasconcelos (1843-1923), 8.º e último morgado de Mateus, 3.° Conde de Vila Real;
- Fernando de Sousa Botelho e Melo (1870-1928), 4.° Conde de Vila Real, 3.º Conde de Melo;
- Maria Teresa de Sousa Botelho e Melo (1871-1947), 5.° Condessa de Vila Real, 4.ª Condessa de Melo, 2.ª Condessa de Mangualde;
- Francisco de Sousa Botelho de Albuquerque (1909-1973), 6.° Conde de Vila Real, 5.ª Conde de Melo, 3.ª Conde de Mangualde;
- Fernando de Sousa Botelho de Albuquerque, 4º Conde de Mangualde, 7º Conde de Vila Real, 6º Conde de Melo